# Adolf De Buck
Adolf Emilius De Buck (ur. 1 lutego 1920 w Aalst – zm. 31 sierpnia 1984 tamże) – belgijski piłkarz grający na pozycji obrońcy. Był reprezentantem Belgii.

## Kariera klubowa
Całą swoją karierę piłkarską De Buck spędził w klubie SC Eendracht Aalst, w którym w sezonie 1936/1937 zadebiutował i grał w nim do 1956 roku.

## Kariera reprezentacyjna
W reprezentacji Belgii De Buck zadebiutował 23 lutego 1946 w wygranym 7:0 towarzyskim meczu z Luksemburgiem, rozegranym w Charleroi. Od 1946 do 1948 rozegrał w kadrze narodowej 8 meczów.